# Kalinkowicze Wschodnie
Kalinkowicze Wschodnie (biał. Калінкавічы-Усходнія, ros. Калинковичи-Восточные) – zamknięta stacja kolejowa w miejscowości Kalinkowicze, w rejonie kalinkowickim, w obwodzie homelskim, na Białorusi. Leży na linii Homel - Łuniniec - Żabinka.
Kalinkowicze Wschodnie zostały zamknięte 1 grudnia 2019.